# Glipostenoda takaosana madara
Glipostenoda takaosana madara es una subespecie de coleóptero de la familia Mordellidae.

## Distribución geográfica
Habita en Japón.